# Gymnodoris subflava
Espèce
Gymnodoris subflava est un nudibranche de la famille des Gymnodorididés.

## Description
Gymnodoris subflava est un nudibranche de petite taille pouvant atteindre 25 mm de long.
Son corps est étiré et entièrement jaune vif laissant apparaitre au travers de ses flancs la masse sombre de ses viscères surtout au niveau du panache branchial.
Les rhinophores et les branchies externes sont contractiles.

## Distribution
Gymnodoris subflava se rencontre dans la région centrale du bassin Indo-Pacifique, soit du sud du Japon, à la partie orientale de l'archipel indonésien en passant par les Philippines.

## Biologie
Gymnodoris subflava a un régime alimentaire de type carnivore. Il se nourrit exclusivement d'autres limaces ainsi que de leurs œufs.

## Publication originale
- Baba, 1949 : Opisthobranchia of Sagami Bay: Collected by His Majesty the Emperor of Japan. Iwanami Shoten, Tokyo.